# Cổ Lễ
	Cổ Lễ		là một xã thuộc tỉnh Ninh Bình, Việt Nam.

## Địa lý
Trụ sở xã nằm cách phường Hoa Lư - trung tâm tỉnh lỵ Ninh Bình 37 km về phía Đông, có vị trí địa lý:
- Phía đông giáp xã Ninh Giang.
- Phía tây giáp xã Nam Ninh.
- Phía nam giáp xã Cát Thành.
- Phía bắc giáp xã Vũ Tiên của tỉnh Hưng Yên, có ranh giới tự nhiên là sông Hồng.

Xã Cổ Lễ	có diện tích:	18,33	km², 	dân số:	40.163	người, mật độ dân số: 	2191	người/km². 	
Đây là đơn vị có diện tích xếp thứ:	119	, số dân xếp thứ: 	21	và mật độ dân số xếp thứ: 	6	trong số 129 xã, phường ở Ninh Bình. 
Xã này nằm trên Quốc lộ 21, và cũng là nơi có sông Hồng chảy qua.

## Lịch sử
Địa bàn thị trấn Cổ Lễ hiện nay trước đây vốn là xã Trực Nghĩa.
Ngày 27 tháng 3 năm 1978, sáp nhập hai xã Trực Chính và xã Trực Nghĩa thành xã Chính Nghĩa.
Ngày 10 tháng 1 năm 1984, Hội đồng Bộ trưởng ban hành Quyết định số 02-HĐBT chia xã Chính Nghĩa thành thị trấn Cổ Lễ (địa bàn xã Trực Nghĩa cũ) và xã Trực Chính.
Sau khi thành lập, thị trấn Cổ Lễ là huyện lỵ huyện Nam Ninh, tỉnh Hà Nam Ninh.
Sau khi huyện Trực Ninh được tái lập, thị trấn Cổ Lễ trở thành huyện lỵ huyện Trực Ninh.
Theo Nghị quyết số 1674/NQ-UBTVQH15 ngày 16/6/2025 về sắp xếp các đơn vị hành chính cấp xã của tỉnh Ninh Bình năm 2025, sắp xếp thị trấn Cổ Lễ, xã Trung Đông và xã Trực Tuấn thành xã mới có tên gọi là xã Cổ Lễ.	

## Văn hóa

### Di tích
- Chùa Cổ Lễ là một di tích lịch sử văn hóa cấp quốc gia - nơi thờ thiền sư Nguyễn Minh Không thời nhà Lý.

### Danh nhân
- Trạng nguyên Đào Sư Tích (1350 - 1396)